# Esclavage en Libye
L’esclavage en Libye a une longue histoire et un impact durable sur la culture libyenne. Il est étroitement lié au contexte plus large de la traite arabe et de la traite des esclaves de Barbarie au sein de l’esclavage dans l’Empire ottoman.

## Européens

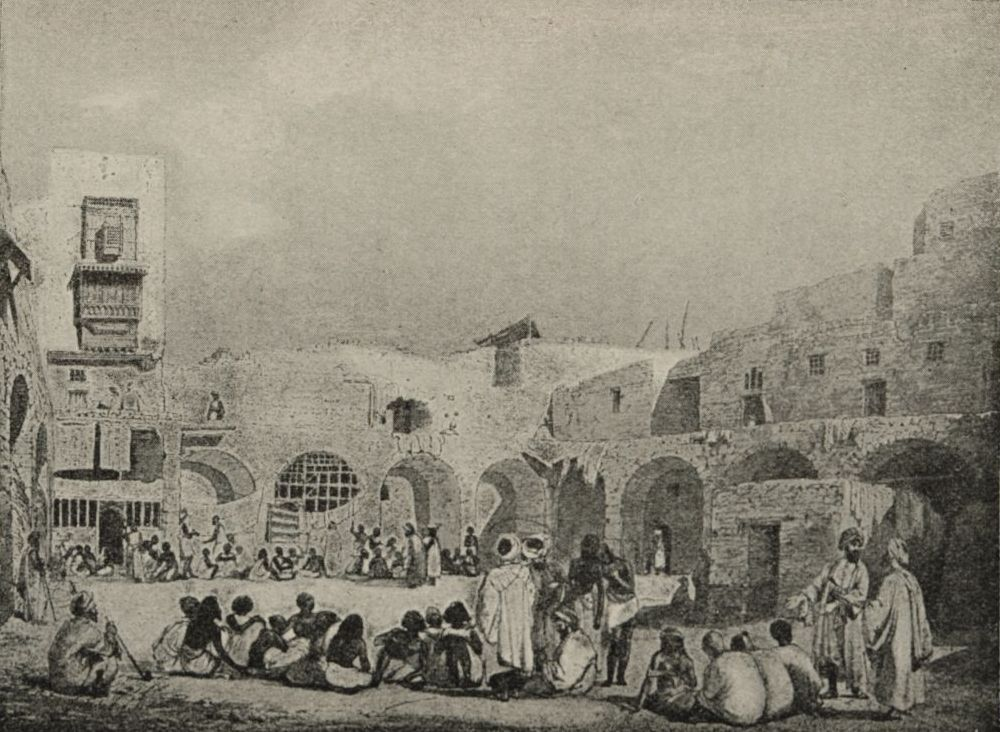
Un marché aux esclaves arabe.

On estime qu'entre un million et 1,25 million d’Européens ont été capturés par des pirates et vendus comme esclaves entre le XVIe et le XIXe siècle. Les rapports mentionnent des raids barbaresques et des enlèvements de personnes en Italie, Espagne, France, Portugal, Angleterre, Pays-Bas, Irlande, Écosse jusqu’en Islande. Parmi les relations de razzias barbaresques les plus connues, on compte une mention dans le journal de Samuel Pepys, le tristement célèbre sac de Baltimore, un village côtier d’Irlande, au cours duquel les pirates sont partis avec toute la population de la localité ou les enlèvements turcs en Islande, expédition au cours de laquelle quatre cents Islandais furent emmenés en captivité à Alger. Ces raids dans la Méditerranée étaient si fréquents et si dévastateurs que le littoral entre Venise à Malaga a subi un exode généralisé et que l’installation dans ces régions était découragée, à tel point qu’il a été dit qu’« il n’y avait plus personne à capturer pour longtemps ».

## Noirs africains
Les Touaregs et les autres indigènes de Libye ont facilité, taxé et, en partie, organisé la traite dans le sud le long des routes commerciales transsahariennes. Dans les années 1830, époque à laquelle le commerce des esclaves a prospéré, l’ancienne ville oasis de Ghadamès, dans l’ouest de la Libye, traitait 2 500 esclaves par an. Bien qu’officiellement abolie à Tripoli en 1853, la traite négrière a continué, en pratique, jusqu’aux années 1890.
En 1875, le consul britannique à Benghazi a écrit que la traite négrière avait pris une ampleur énorme et que les esclaves étaient vendus à Alexandrie et à Istanbul le quadruple de leur valeur. Il ajoute que le gouvernement local encourageait ce commerce.
Adolf Vischer a écrit dans un article publié en 1911 que : « … il a été dit que le trafic des esclaves a toujours cours sur la route Benghazi-Ouaddaï, mais il est difficile de vérifier la véracité d’une telle affirmation car, de toute façon, le trafic a lieu en secret ». À Koufra, le voyageur égyptien Ahmed Hassanein Bey découvrit en 1916 qu’il lui en coûterait cinq livres sterling pour acquérir une fille alors qu’en 1923 le prix atteignait trente à quarante livres sterling.
Un autre voyageur, le musulman danois Knud Holmboe, qui traversa le désert libyen italien en 1930, apprit que l’esclavage était encore pratiqué à Koufra et qu’il pouvait acheter une esclave pour trente livres sterling au marché du jeudi. Selon le témoignage de l’explorateur du Sahara, James Richardson, lors de sa visite de Ghadamès, la plupart des esclaves étaient de Bornu. L’esclavage ne concernait pourtant pas que les Noirs africains. Les fréquents raids des corsaires sur les navires européens par les pirates barbaresques de la côte des Barbaresques faisaient que l’esclavage des Blancs était tout aussi monnaie courante.

### AuXXIesiècle
Les premières preuves photographiques de traite des migrants en Libye ont été rapportées en 2016 par le photojournaliste Narciso Contreras dans le cadre du Prix Carmignac du photojournalisme ,,.
En novembre 2017, un reportage de CNN met en lumière la traite des migrants et l'esclavage des noirs en Libye vendu entre cinq cents et sept cents dinars libyens (jusqu’à 435 euros).
En janvier 2018, un rapport remis au Conseil de sécurité de l'ONU dénonce une augmentation du trafic d'êtres humains. Le rapport cite plusieurs cas de migrants arrêtés par des agents libyens avant d'être remis contre paiement à des trafiquants d'êtres humains.

## Impact social et les séquelles
Il résulte de l’histoire de l’esclavage des Noirs africains que le mot عبد / ʕabd / – signifiant esclave – est encore utilisé péjorativement pour désigner les personnes noires. En général, le mot pour désigner une personne noire est عبيد / ʕbeːd /, qui est le diminutif du mot / ʕabd / considéré comme acceptable par beaucoup (en arabe libyen le diminutif ajoute un sens attachant). وصيف- prononcé wsˤiːf en arabe libyen – signifie serviteur, et il est également utilisé dans certains endroits, en particulier par les générations plus âgées pour se référer aux ethnies noires. Par ailleurs, le mot حر / hurr /, qui signifie « libre », est utilisé par de nombreuses personnes âgées pour se référer aux non-Noirs.